# Moskvà
|  | Aquest article tracta sobre el riu rus. Pel que fa a la capital de Rússia, vegeu Moscou. |

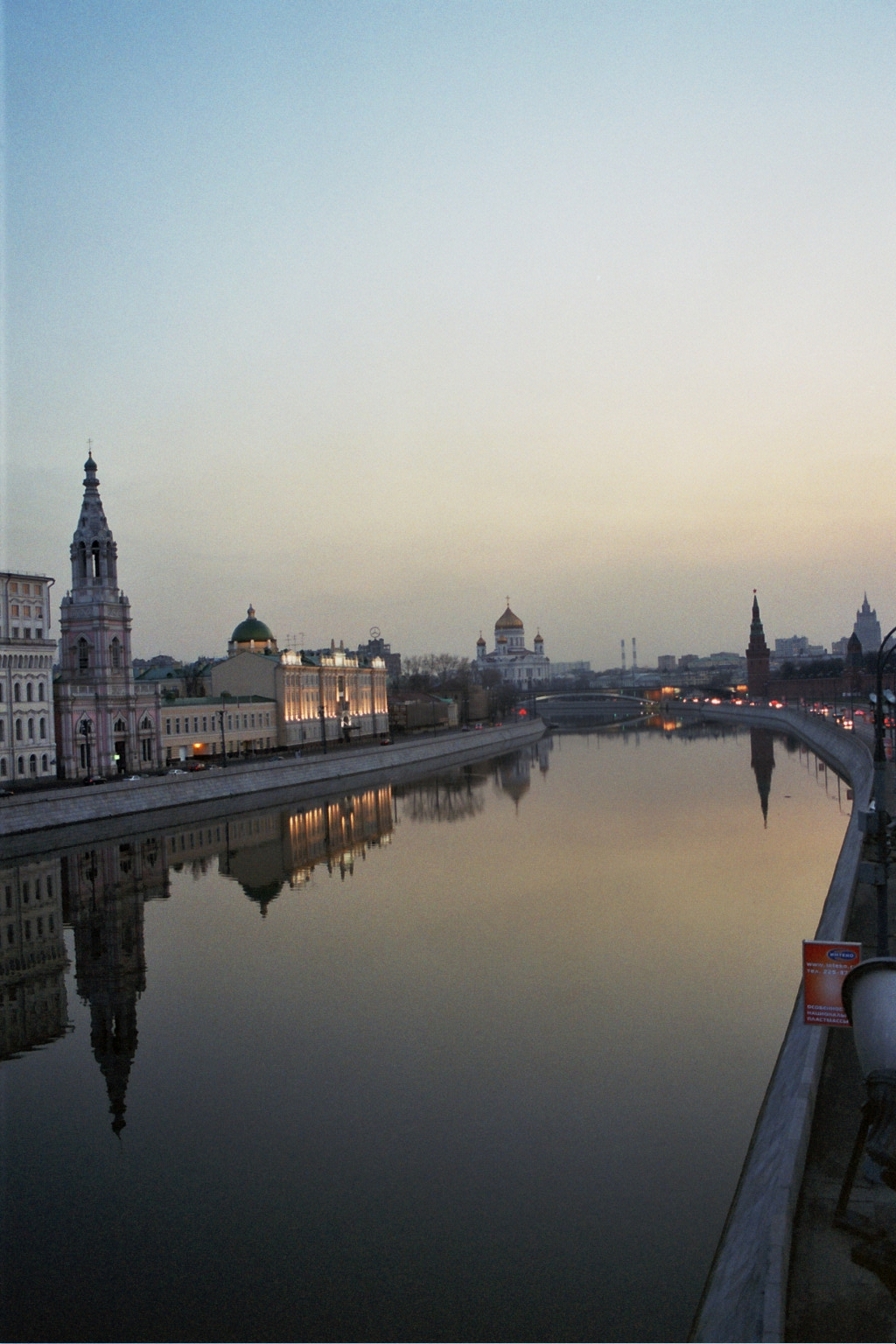
El riu Moskvà passant vora el Kremlin de Moscou

El Moskvà (en rus Москва) és un afluent del riu Okà situat a la part europea de Rússia. La seva longitud és de 502 km.

## Recorregut
El riu Moskvà pertany a la conca hidrològica del Volga. Neix a les muntanyes de Smolensk, a 311 m d'altitud. Travessa la ciutat de Moscou en sentit NO-SE, on al llarg del seu recorregut forma nombrosos meandres. En el seu camí, s'hi troben algunes illes, com la del Kremlin. A la riba del Moskvà hi ha molts parcs interessants (per exemple, el Parc Gorki). En un dels seus meandres s'hi troba l'Estadi Olímpic Lujnikí, seu dels Jocs Olímpics de Moscou de 1980. Desemboca al riu Okà prop de la ciutat de Kolomna, 120 km al sud-est de Moscou.
Precisament la capital russa pren el nom del riu, ja que tant Moscou com el riu Moskvà tenen el mateix nom en rus (Москва).

## Hidrologia
En la seva part alta és un riu relativament net. A partir de l'embassament de Mojaisk s'incrementa amb la càrrega de fluids residuals de les indústries. Al seu pas per Moscou l'aigua és insalubre i està prohibit banyar-s'hi.
El Moskvà és tot navegable, i el trànsit només s'atura els mesos d'hivern, a causa del glaç. Des del 1937 està unit amb el Volga mitjançant el canal Moskvà-Volga, de 126 km de longitud.